# 4223 Shikoku
4223 Shikoku је астероид главног астероидног појаса чија средња удаљеност од Сунца износи 3,005 астрономских јединица (АЈ).
Апсолутна магнитуда астероида је 11,3.